# Willy Müller (Erfinder)
Willy Müller (* 18. Oktober 1903 in Burgberg im Allgäu; † 15. September 1992 in Zollikon, Schweiz) war ein Erfinder.

## Leben
Bis 1922 machte er eine Lehre als Elektriker beim Allgäuer Überlandwerk in Sonthofen und arbeitete danach bei verschiedenen Unternehmen.
Er erfand eine elektrische Bewegungsreklame und ließ sich 1925 in München nieder, um dort im nächsten Jahr sein Unternehmen zu gründen. 1930 erfand er einen elektrischen Wagenheber.
1938 erfand er einen automatischen Anrufbeantworter namens Telephonograph. Er musste jedoch noch vier Jahre auf die Zulassung vom Reichspostzentralamt warten, da sich Deutschland zu dieser Zeit bereits im Zweiten Weltkrieg befand, konnte das neue Gerät keine Verbreitung finden. Da sein Betrieb im Zweiten Weltkrieg zerstört wurde, gründete er ein neues Unternehmen in der Schweiz, wo er 1946/47 einen verbesserten Anrufbeantworter Ipsophon entwickelte.
1950 begann er mit der Produktion von Diktiergeräten und einem neuen vereinfachten Anrufbeantworter Alibiphon. Mit seinem Münchener Unternehmen Willy Müller & Co. KG vermarktete er ab 1960 das System Willy Müller. Ab 1972/73 verwendete er Minikassetten für seine miniaturisierten automatischen Anrufbeantworter in Digitaltechnik.